# Danielowice
Danielowice est une localité polonaise de la gmina de Domaniów, située dans le powiat d'Oława en voïvodie de Basse-Silésie.